# كودات أوروبية
كودات أوروبية

الكودات الأوروبية المستخدمة من قبل أعضاء الاتحاد الأوروبي والرابطة الأوروبية للتجارة الحرة.
الكودات الأوروبية المستخدمة من قبل الدول غير الأعضاء في الاتحاد الأوروبي أوالدول في طور الاعتماد.
الدول المهتمة باعتماد الكودات الأوروبية.

الكودات الأوروبية هي عشرة كودات (مقاييس أوروبية منسقة) التي تحدد كيفية إجراء التصميم الإنشائي داخل الاتحاد الأوروبي. تم تطوير هذه الكودات من قبل اللجنة الأوروبية بناءً على طلب من المفوضية الأوروبية.
الغرض من الكودات الأوربية هو توفير ما يلي:
- وسيلة ينص عليها قانون الاتحاد الأوروبي لإثبات الالتزام بمتطلبات القوة المكيانيكية والاستقرار الإنشائي والسلامة في حالة نشوب حريق.[2]
- تعتبر الكودات الأوروبية أساساً لعمل مواصفات عقود البناء والهندسة.
- تستخدم لإنشاء مواصفات فنية منسقة لمُنتجات البناء (علامة CE).

بحلول مارس 2020، أصبحت الكودات الأوروبية إلزامية لمواصفات الأشغال العامة الأوروبية وتهدف إلى أن تصبح المعيار الفعلي للقطاع الخاص. لذلك تحل الكودات الأوربية محل قوانين البناء الوطنية الحالية التي نشرتها هيئات المعايير الوطنية مثل المواصفات البريطانية BS 5950. بالإضافة إلى ذلك، من المتوقع أن تُصدر كل دولةٍ ملحقاً وطنياً للكودات الأوروبية والذي سيحتاج إلى الرجوع إلى بلد معين (على سبيل المثال: الملحق الوطني للمملكة المتحدة). في الوقت الحالي، قل اعتماد الكودات الأوروبية في مشاريع القطاع الخاص حيث لايزال المهندسون يستخدمون الكودات الوطنية على نطاق واسع.
شعار الكودات الأوروبية هو «بناء المستقبل». يتم اعداد الجيل الثاني من الكودات الأوروبية.

## تاريخ
في عام 1975، قررت مفوضية الاتحاد الأوربي (المفوضية الأوروبية حالياً) برنامج عمل في مجال البناء، بناءً على المادة رقم 95 من المعاهدة. يهدف البرنامج إلى إزالة العقبات التقنية أمام التجارة وموائمة المواصفات الفنية. في إطار برنامج العمل هذا، بادرت المفوضية إلى وضع مجموعة من القواعد الفنية المنسقة لتصميم أعمال البناء التي ستكون بديلاً للقوانين الوطنية المعمول بها في الدول الأعضاء في الاتحاد الأوروبي. لمدة خمسة عشر عاماً، قامت المفوضية، بمساعدة لجنة توجيهية مع ممثلي الدول الأعضاء، بتطوير الكودات الأوروبية، مما أدى إلى التوصل إلى الجيل الأول من الكودات الأوروبية في عام 1980.
في عام 1989، قررت المفوضية الأوروبية والدول الأعضاء في الاتحاد الأوروبي ورابطة التجارة الحرة الأوروبية (EFTA)، نقل إعداد ونشر الكودات الأوروبية إلى اللجنة الأوروبية للتوحيد القياسي (CEN) من خلال سلسلة من التفويضات، من أجل تزويدهم بالوضع المستقبلي للكودات الأوروبية. يربط هذا الأمر الواقع بين الكودات الأوروبية وأحكام جميع توجيهات المجلس وقرارات المفوضية التي تتناول موضوع الكودات الأوروبية (على سبيل المثال: لائحة الاتحاد الأوروبي رقم 305/2011 بشأن تسويق منتجات البناء والتوجيه رقم 2014/24 المتعلق بشأن المشتريات الحكومية في الاتحاد الأوروبي).

## قائمة
يتم نشر الكودات الأوروبية كمعايير منفصلة، ولكل منها عدد من الأجزاء. بحلول عام 2002، تم تطوير ونشر عشرة أقسام كما يلي:
- الكود الأوروبي 0 : أساس التصميم الإنشائي (المقاييس الأوروبية 1990).
- الكود الأوروبي 1: الأحمال على المنشآت (المقاييس الأوروبية 1991).

الجزء 1-1: يتعلق بالكثافات، الوزن الذاتي والأحمال المؤثرة على المنشآت. (المقاييس الأوروبية 1-1-1991)
الجزء 2-1: الأحمال المؤثرة على المنشآت المعرضة للحريق. (المقاييس الأوروبية 2-1-1991)
الجزء 3-1: الأحمال العامة-أحمال الثلوج. (المقاييس الأوروبية 3-1-1991)
الجزء 4-1: الأحمال العامة-أحمال الرياح. (المقاييس الأوروبية 4-1-1991)
الجزء 5-1: الأحمال العامة-أحمال الحرارية. (المقاييس الأوروبية 5-1-1991)
الجزء 6-1: الأحمال العامة-أحمال اثناء التنفيذ. (المقاييس الأوروبية 6-1-1991)
الجزء 7-1: الأحمال العامة- أحمال مفاجئة. (المقاييس الأوروبية 7-1-1991)
الجزء 2: أحمال المرور والمواصلات على الجسور. (المقاييس الأوروبية 2-1991)
الجزء 3: الأحمال الناتجة عن الرافعات والآلات. (المقاييس الأوروبية 3-1991)

الجزء 4: أحمال الخزانات. (المقاييس الأوروبية 4-1991)
- الكود الأوروبي 2: تصميم المنشآت الخرسانية (المقاييس الأوروبية 1992)

الجزء 1-1: قواعد عامة، وقواعد تتعلق بالمنشآت. (المقاييس الأوروبية 1-1-1992)
الجزء 2-1: تصميم المنشآت ضد الحريق. (المقاييس الأوروبية 2-1-1992)
الجزء 1-3: المنشآت الخرسانية مُسبقة الصب. (المقاييس الأوروبية 3-1-1992)
الجزء 1-4: خرسانة خفيفة الوزن. (المقاييس الأوروبية 4-1-1992)
الجزء 1-5: منشآت ذات الأوتار المجهدة الخارجية وغير المربوطة. (المقاييس الأوروبية 5-1-1992)
الجزء 2: منشآت الخرسانة العادية. (المقاييس الأوروبية 2-1992)
الجزء 3: منشآت تحتوي بداخلها على سوائل. (المقاييس الأوروبية 3-1992)

الجزء 4: تصميم المواد المضافة إلى الخرسانة. (المقاييس الأوروبية 4-1992)
- الكود الأوروبي 3: تصميم المنشآت المعدنية (المقاييس الأوروبية 1993)

الجزء 1-1: قواعد عامة، وقواعد تتعلق بالمنشآت. (المقاييس الأوروبية 1-1-1993)
الجزء 2-1: قواعد عامة-تصميم المنشآت ضد الحريق. (المقاييس الأوروبية 2-1-1993)
الجزء 3-1: قواعد عامة-قواعد إضافية لتصميم الفولاذ المشكّل على البارد. (المقاييس الأوروبية 3-1-1993)
الجزء 4-1: قواعد عامة-قواعد إضافية لتصميم الفولاذ المقاوم للصدأ. (المقاييس الأوروبية 4-1-1993)
الجزء 5-1: الصفائح الإنشائية. (المقاييس الأوروبية 5-1-1993)
الجزء 6-1: مقاومة واستقرار المنشآت القشرية. (المقاييس الأوروبية 6-1-1993)
الجزء 7-1: قواعد عامة-قواعد إضافية لتصميم الصفائح الإنشائية المعرضة لأحمال خارج المستوى. (المقاييس الأوروبية 7-1-1993)
الجزء 8-1: تصميم الوصلات. (المقاييس الأوروبية 8-1-1993)
الجزء 9-1: الإجهاد. (المقاييس الأوروبية 9-1-1993)
الجزء 10-1: صلابة المواد وخصائص السماكة. (المقاييس الأوروبية 10-1-1993)
الجزء 11-1: تصميم المنشآت ذات العناصر المعرضة للشد. (المقاييس الأوروبية 11-1-1993)
الجزء 1-12: فولاذ عالي القوة. (المقاييس الأوروبية 12-1-1993)
الجزء 2: الجسور المعدنية. (المقاييس الأوروبية 2-1993)
الجزء 1-3: الأبراج، الصواري والمداخن. (المقاييس الأوروبية 1-3-1993)
الجزء 1-4: الصوامع. (المقاييس الأوروبية 1-4-1993)
الجزء 2-4: الخزانات. (المقاييس الأوروبية 2-4-1993)
الجزء 3-4: الأنابيب. (المقاييس الأوروبية 3-4-1993)
الجزء 5: الأوتاد. (المقاييس الأوروبية 5-1993)

الجزء 6: المنشآت الداعمة للرافعات. (المقاييس الأوروبية 6-1993)
- الكود الأوروبي 4: تصميم منشآت من الفولاذ والخرسانة (المقاييس الأوروبية 1994).

الجزء 1-1: قواعد عامة، وقواعد تتعلق بالمنشآت. (المقاييس الأوروبية 1-1-1994)
الجزء 2-1: تصميم المنشآت ضد الحريق. (المقاييس الأوروبية 2-1-1994)

الجزء 2: قواعد عامة، وقواعد تتعلق بالجسور. (المقاييس الأوروبية 2-1994)
- الكود الأوروبي 5: تصميم منشآت من الخشب (المقاييس الأوروبية 1995).

الجزء 1-1: قواعد عامة، وقواعد تتعلق بالمنشآت. (المقاييس الأوروبية 1-1-1995)
الجزء 2-1: تصميم المنشآت ضد الحريق. (المقاييس الأوروبية 2-1-1995)

الجزء 2: الجسور. (المقاييس الأوروبية 2-1995)
- الكود الأوروبي 6: تصميم المنشآت الحجرية (المقاييس الأوروبية 1996).

الجزء 1-1: قواعد عامة للمنشآت الحجرية المسلحة وغير المسلحة. (المقاييس الأوروبية 1-1-1996)
الجزء 2-1: تصميم المنشآت ضد الحريق. (المقاييس الأوروبية 2-1-1996)
الجزء 2: تصميم واختيار المواد، وتنفيذ البناء. (المقاييس الأوروبية 2-1996)

الجزء 3: طرق حساب مبسطة للمنشآت الحجرية غير المسلحة. (المقاييس الأوروبية 3-1996)
- الكود الأوروبي 7: تصميم ميكانيكا التربة (المقاييس الأوروبية 1997).

الجزء 1: قواعد عامة. (المقاييس الأوروبية 1-1997)
الجزء 2: فحص الأرض وعمل الاختبارات. (المقاييس الأوروبية 2-1997)

الجزء 3: التصميم بمساعدة الاختبارات الميدانية. (المقاييس الأوروبية 3-1997)
- الكود الأوروبي 8: تصميم المنشآت لمقاومة أحمال الزلازل (المقاييس الأوروبية 1998).

الجزء 1: قواعد عامة، أحمال الزلازل على المنشآت. (المقاييس الأوروبية 1-1998)
الجزء 2: الجسور. (المقاييس الأوروبية 2-1998)
الجزء 3: تقييم المباني. (المقاييس الأوروبية 3-1998)
الجزء 4: الصوامع، الخزانات والأنابيب. (المقاييس الأوروبية 4-1998)
الجزء 5: الأساسات والجدران الاستنادية. (المقاييس الأوروبية 5-1998)

الجزء 6: الأبراج، الصواري والمداخن. (المقاييس الأوروبية 6-1998)
- الكود الأوروبي 9: تصميم المنشآت المصنوعة من الألومنيوم (المقاييس الأوروبية 1999).

الجزء 1-1: قواعد إنشائية عامة. (المقاييس الأوروبية 1-1-1999)
الجزء 2-1: تصميم المنشآت ضد الحريق. (المقاييس الأوروبية 2-1-1999)
الجزء 3-1: تصميم المنشآت المعرضة للإجهاد. (المقاييس الأوروبية 3-1-1999)
الجزء 4-1: الصفائح الإنشائية. (المقاييس الأوروبية 4-1-1999)

الجزء 5-1: المنشآت القشرية. (المقاييس الأوروبية 5-1-1999)
يقسم كل من الكودات (باستثناء المقاييس الأوروبية 1990) إلى عدد من الأجزاء التي تغطي مواضيع محددة. في المجموع، يوجد 58 جزء من الكود الأوروبي موزعة في عشرة كودات (1990-1999).
تحتوي جميع الكودات الأوروبية المتعلقة بالمواد على الجزء (1-1) الذي يُغطي تصميم المباني ومنشآت الهندسة المدنية الأخرى، والجزء (1-2) الذي يُغطي تصميم المنشآت ضد الحريق. يشمل كود الخرسانة، والفولاذ، والفولاذ المركب، وكود المنشآت المصنوعة من الخشب، وكود المنشآت المقاومة للزلازل على الجزء (2) الذي يُغطي تصميم الجسور.

## روابط خارجية
- Eurocodes: Building the Future - European Commission
- Eurocodes available in PDF and HTML format, without national annexes
- 'National Annexes & Eurocodes', European standards institutes and links to download national annexes.